# Animal Paradise Wild
Animal Paradise Wild é um Jogo de videogame do gênero de simulação de vida que foi desenvolvido pela Empire Interactive e publicado pela Zoo Games, sendo lançado na América do Norte em 6 de outubro de 2009 para o Nintendo DS, console portátil da empresa japonesa Nintendo. Sendo a sequência do jogo Animal Paradise.